# Louise Farrenc
Jeanne-Louise Farrenc, z domu Dumont (ur. 31 maja 1804 w Paryżu, zm. 15 września 1875 tamże) – francuska pianistka i kompozytorka.

## Życiorys
Studiowała u Johanna Nepomuka Hummla i Ignaza Moschelesa, a później u Antonína Rejchy. W 1821 roku poślubiła flecistę i wydawcę muzycznego Aristide’a Farrenca (1794–1865), z którym wspólnie występowała. Ich córka, Victorine Farrenc (1826–1859), także była pianistką. W latach 1842–1873 wykładała w Konserwatorium Paryskim, gdzie prowadziła klasę fortepianu. Wspólnie z mężem, a po jego śmierci sama, wydawała antologię Le trésor des pianistes (Paryż 1861–1874). W 1869 roku otrzymała nagrodę francuskiej Académie des beaux-arts za twórczość fortepianową.
Muzyka Farrenc utrzymana była w stylu wczesnoromantycznym. Cieszyła się dużym poważaniem wśród współczesnych, pozytywnie na temat jej dzieł fortepianowych wypowiadał się Robert Schumann. Skomponowała m.in. 3 symfonie, 2 uwertury, Fantazję na fortepian i orkiestrę, Nonet Es-dur, Sekstet c-moll na fortepian i instrumenty dęte, 2 kwintety fortepianowe, tria fortepianowe, Trio na fortepian, flet i wiolonczelę, Trio na flet, klarnet i wiolonczelę, 2 sonaty na wiolonczelę i fortepian, Sonatę na skrzypce i fortepian, liczne utwory fortepianowe, wariacje i miniatury.